# 井上千沙
井上 千沙（いのうえ ちさ、1992年5月31日 - ）は、福島中央テレビのアナウンサー。

## 経歴
滋賀県近江八幡市出身。京都女子中学校・高等学校、立命館大学文学部卒業。大学在学中、大阪市のアナウンススクール声光塾に通う。大学卒業後の2017年4月、NHK長野放送局の契約キャスターとなり、ひるとく、ラジオニュースなどを担当。
2017年12月、熊本県民テレビに入社。2021年12月、熊本県民テレビを退社した。
2022年4月、福島中央テレビに入社。

## 人物
身長143cm。
趣味はプロレス観戦。日本酒利き酒師の資格を持つ。タロット占い。中学時代にかまいたちに衝撃を受け、お笑い芸人を目指して中学3年生でNSCを受験するも不合格になった。

## 現在の出演番組
- 中テレニュース

## 過去の出演番組
- あなたとKKT
- てれビタ
- KKTニュース
- 全国好きな嫌いなアナウンサー大賞（日本テレビ制作）
- オードリーさん、ぜひ会ってほしい人がいるんです。（中京テレビ制作）
- 千鳥かまいたちゴールデンアワー（2025年6月11日、日本テレビ制作）